# Марстон Морс
Марстон Морс (англ. Marston Morse; 24 березня 1892, Вотервіль, США — 22 червня 1977, Принстон, США) — видатний американський математик.
Автор близько двохсот наукових праць і восьми книг. Основні роботи в області аналізу (в дійсній та комплексній області), теорії диференціальних рівнянь, геометрії, топології, варіаційного числення.
Широко відомий перш за все завдяки своїм видатним результатами в аналізі, варіаційному численні і диференціальній топології, що описує зв'язок алгебро-топологічних властивостей топологічного простору з критичними точками функціоналів, заданих на ньому, званим зараз теорією Морса. Широко відома також лема Морса, що міститься в опублікованій ним роботі «Співвідношення між критичними точками дійсної функції n незалежних змінних» (1925).
Нагороджений премією Бохера за свою роботу «Основи варіаційного числення в цілому в просторі m розмірностей» (1933). Президент Американського математичного товариства (1941—1942).

## Головні монографії
- Морс М. Вариационное исчисление в целом. — Ижевск : РХД, 2010. — 512 с.
- Morse M. Global variational analysis: Weierstrass integrals on a Riemannian manifold. — Princeton University Press, 1976.
- Morse M. Lectures on analysis in the large. — Princeton University Press, 1947.
- Morse M. Topological methods in the theory of functions of a complex variable. — Princeton University Press, 1947.
- Morse M. Variational analysis: critical extremals and Sturmian extensions. — Wiley, 1973.
- Morse M., Cairns S. Critical point theory in global analysis and differential topology. — Academic Press, 1969.